# Stictotarsus riberae
Stictotarsus riberae är en skalbaggsart som beskrevs av Dutton och Angus 2007. Stictotarsus riberae ingår i släktet Stictotarsus och familjen dykare. Inga underarter finns listade i Catalogue of Life.